# 솔약국집 아들들
《솔약국집 아들들》은 2009년 4월 11일부터 2009년 10월 11일까지 방송된 KBS 2TV 주말 드라마이다.

## 기획 의도
대한민국 남성의 평균이하의 매력을 가진 혜화동에 사는 솔약국 집 4형제가 진정한 남자와 성숙한 인간이 되어가며 겪는 사랑 · 결혼 · 이웃에 관한 이야기

## 등장 인물

### 솔약국 가족
- 변희봉: 송시열 역

솔 약국 할아버지. 혜화동에 터를 잡은 뒤 60여 년 동안 “솔 약방”을 경영했다. 송시열 할아버지가 세운 약방은 “솔 약국”으로 진화 발전하였다. 이 지역 주민의 건강을 책임지고 있다는 사회 의식이 너무도 투철한 나머지 혜화동 전 주민을 가족처럼, 돌봐야할 식솔처럼 여긴다. 엉뚱하고 정이 많다. 또한 앞집의 브루터스 리와 이성진에게 한글을 가르치기도 한다.
- 최정훈: 송시열의 동생 역

솔 약국 작은할아버지. 직설 화법과 이야기 퍼트리기 등으로 솔약국집 사람들을 괴롭게 한다.
- 백일섭: 송광호 역

솔 약국집 아버지. 건설 회사 공사장에서 잔뼈가 굵은 현장 소장에서 건설회사 이사까지 된 힘 좋고 먹성 좋은 아버지. 오영달과는 30년간 앙숙이었으나 후에 화해한다.
- 윤미라: 배옥희 역

솔 약국집 어머니. 스무 살에 시집와 평생 살림만 하고 살아온 평범한 아줌마. 아들들이 청년들로 장성한 지금도 잘못하면 등짝을 때리면서 혼내고, 아들 선풍이 남편의 앙숙 오영달의 딸과 연애하는 모습을 찍은 휴대전화 동영상을 인터넷에서 보고는 노트북을 향해 알약들을 집어던질만큼 힘이 넘친다.
- 손현주: 송진풍 역(아역 최우혁)

솔 약국집 큰 아들, 약사. 이수진을 좋아하여 어머니의 반대를 극복하고 결혼한다. 그림을 좋아해 미대에 진학하려다가, 어머니의 반대로 약사 공부를 할 정도로 착한 아들이지만 결혼만큼은 뜻대로 한다.
- 이필모: 송대풍 역(아역 신슬찬)

솔 약국집 둘째 아들, 소아과 의사. 솔약국 바로 위에 소아과를 개원했다. 의사가 될 만큼 머리가 좋은 반면 사업 수완과 경영 능력이 부족하여 자신의 병원을 처분하고, 김복실 간호사가 의사로 일하는 병원에 취업한다. 물론 김복실 간호사의 진짜 모습은 병원에 취업한 후에야 알았다. 후에 김복실과 결혼.
- 한상진: 송선풍 역

솔 약국집 셋째 아들, 방송 기자. 오은지와 결혼. 장모 안문숙과 취미(그림, 시)가 같아서 친구가 된다.
- 지창욱: 송미풍 역

솔 약국집 넷째 아들, 재수생. 정이 많아서 친구가 낳은 아기 하나를 대신 맡아서 키워주고, 아기 엄마가 찾아와서 사정을 설명하고, 아기를 데려가자 운다. 하지만 아기 엄마가 나이가 어려서 하나를 키우지 못하기 때문에, 다시 맡아서 키우고 있다. 3수 끝에 대학에 합격 후 군대에 입대한다.
- 하재숙: 조미란 역

배옥희씨 언니의 딸. 남자같은 여자. 김복실 간호사가 송대풍을 좋아한다는 것을 알고 있다.

### 브루터스 리 가족
- 조진웅: 브루터스 리(이원영) 역.

혜림의 남편. 병약한 아내와 사별하고, 고생하며 두 아이를 돌본 성실한 아빠이다. 바이크 매니아로서 자신의 오토바이를 매우 아끼며 폭주족 같은인상을 풍긴다. 미국의 LA에서 태어나 자란 탓에 영어는 잘하지만, 한국어는 미숙하게 구사한다. 옷차림도 상당히 화려하며, 한글과 영어를 섞어 말하며, 송시열에게 한국어를 배우고 있다.
- 최지나: 김혜림 역

브루터스의 부인, 송진풍의 옛 첫사랑.
- 박선영: 이수진 역

브루터스의 여동생, 로펌 변호사.
- 정준휘: 이성진 역

브루터스의 아들, 유치원생.
- 주혜린: 이마리 역

브루터스의 딸, 유치원생.

### 오영달 가족
- 김용건: 오영달 역

오은지의 큰 아버지, 선풍이 다니는 KBC 보도국 보도국장. 송광호와는 30년 앙숙이며 선풍과 은지의 결혼 문제로 인해 화해. 사위와 아버지와 아들처럼 어울린다.
- 김혜옥: 안문숙 역

오은지의 큰 어머니. 딸 은지가 남편과 앙숙인 송광호의 아들을 좋아한다는 것을 알고는 둘의 교제를 반대했지만, 사위가 자신과 취미(그림, 시)가 같다는 것을 알고 친하게 지낸다.
- 유하나: 오은지 역(아역 이지우)

탤런트. 송선풍을 사랑하여, 읽다가 잠이 들기는 했지만, 선풍이 선물한 도스토예프스키의 《카라마조프의 형제들》을 읽는다. 송선풍과 결혼함.

### 김복실(제니퍼 김) 가족
- 윤주상: 김윤중 역

김복실(제니퍼 김)의 아버지, 대진병원의 원장
- 유선: 김복실(제니퍼 김) 역.

솔 소아과 간호사였으며, 솔약국네 집에서 살았다. 하지만 본래 신분은 신경외과 의사이며, 송대풍이 병원을 파산내고, 취직한 병원의 원장이 김복실의 아버지이다. 송대풍의 청혼을 받아들여 결혼하였고, 2년 뒤 솔 의원을 개업하여 부부 의사로 일한다.
- 서연주: 김미연 역

김복실(제니퍼 김)의 이복여동생.

### 송미풍 관련
- 김동영: 김용철 역

미풍의 고등학교 친구. 하나의 아빠이자 수희의 남편. 현재 군대에 있는 상태다. 후에 전역한다.
- 강은비: 최수희 역

용철의 여자 친구이자 하나의 어머니, 용철의 아내. 현재 솔약국네 가족의 집에서 얹혀 살고있다. 후에 본가로 들어간다.

### 그 외 인물
- 윤영준: 박현우 역

김복실(제니퍼 김)의 대학 동기, 내과의사, 김복실(제니퍼 김)을 좋아하며 송대풍과 사사건건 부딪힌다.
- 황호연
- 이영채
- 방은진: 윤정옥 역 - 은지의 친어머니, 패션디자이너
- 김예랑: 은지의 스타일리스트 역
- 김주환: 박용철 역
- 한춘일: 슈퍼 주인 역
- 손종범: 선풍의 선배기자 역
- 성병숙: 김복실(제니퍼 김)의 어머니 역(사진출연)
- 이덕희: 이은정 역 - 정옥의 선배, 송광호와 오영달의 첫사랑
- 양영준: 미란의 아버지 역 - 배옥희의 형부
- 장미자: 미란의 어머니 역 - 배옥희의 언니
- 고정민: 윤정희 역 - 진풍의 맞선녀, 가정교사
- 안남희: 김유라 역 - 대풍의 여자친구, 수진의 학교 후배
- 이효애
- 이희정
- 단강호: 솔약국에 온 손님 역
- 이재흠
- 김영선: 솔약국에 온 손님 역
- 유태선
- 최상길: 선풍이 취재하는 양계장 주인 역
- 김준현
- 양진혁
- 박정옥
- 고유미: 불륜녀 역할을 맡은 배우 역
- 공재원
- 김동완
- 진운성: '솔소아과' 간판을 달아주려 온 남자 역
- 이준우
- 최미정
- 김정민
- 김창현
- 이세랑: 수예점에서 미풍을 반갑게 맞아주는 여자 역
- 원애리: 수예점을 그만둔다는 미풍에 아쉬워하는 여자 역
- 고태산
- 이현학
- 문영미: 홍숙자 역 - 진풍의 맞선 주선자, 배옥희의 친구
- 금준희: 반찬가게 주인 역
- 김은진
- 우정국
- 이칸희: 젊은시절 송시열의 부인 역(사진출연)
- 이택경
- 김현: 솔소아과에 온 아이의 보호자 역
- 함승민
- 이현
- 홍가영: 미스 김 역 - 송광호의 건설회사 직원
- 홍성덕: 솔소아과 간판을 달아주려는 남자 역
- 구혜령: 결혼정보회사 직원 역
- 강현중: 사진사 역
- 김경란: 솔약국에 파스 사러 온 할머니 역
- 박시현
- 김현정
- 노민석
- 전성애: 용철이 사는 집의 집주인 역
- 김병채
- 류제승
- 전일범: 뉴스 보도 반대시위하는 종교단체에 속한 남자 역
- 구본임: 솔소아과에 온 아이의 보호자 역
- 한명헌
- 유승민: 솔약국에 물건을 납품하는 남자 역
- 유옥주: 포장마차 주인 역
- 김윤정
- 성인자: 22번지에 사는 여자 역
- 이주환
- 박규점: 재수학원의 선생님 역
- 조선주: 솔소아과에 온 아이의 보호자 역
- 김정
- 이재훈
- 이현
- 차유나
- 홍승일: 은지의 화보촬영 사진기사 역
- 최효현: 사진 찍는 안문숙에게 긴장하지말라고 얘기하는 여자 역
- 해린
- 구중림
- 맹봉학: 혜림이 내원한 병원의 의사 역
- 정영금: 김달중의 예전 집에 사는 여자 역
- 민병애: 슈퍼 주인 역
- 최윤정
- 민영
- 박용진
- 정종현
- 강이나
- 장준녕
- 배재준
- 현숙희: 브루터스 리네 가사도우미 면접 본 여자 역
- 유학승: 은지의 친아빠 역
- 강왕수: 응급구조대원 역
- 전성훈: 응급구조대원 역
- 조선옥: 미풍의 방에서 세들어 살았던 여자 역
- 김남화: 혜림이 실려간 병원의 간호사 역
- 손희순: 솔약국에 왔다가 진풍이 없자 가버리는 손님 역
- 김상순: 송시열과 바둑을 두는 남자 역
- 한태일: 바둑을 두는 남자 역
- 최영인: 바둑기원의 주인 역
- 김윤미
- 이혜주
- 변신호: 손자와 짜장면 먹는 할머니 역
- 양한열: 할머니와 짜장면 먹는 아이 역
- 임하나
- 손영순: 솔약국에 온 손님 역
- 김은경
- 고진명
- 김철웅
- 구본석
- 지영현
- 김민채: 선풍의 선배기자 부인 역
- 이준하: 선아 역 - 선풍의 선배기자 딸
- 이지우
- 김미옥: 솔약국에 온 손님 역
- 김추월: 솔약국 문닫았다고 말하는 여자 역
- 박무영
- 정영기
- 서진
- 오나라: 은지와 피터 박의 만남을 주선한 은지의 선배 역
- 김수완
- 신영진: 유치원 원장선생님 역
- 안효주
- 이원: 수진의 변호사사무실 사무관 역
- 송빛나: 유치원 다니는 아이 역
- 전희선: 유치원 다니는 아이 역
- 안여진: 선풍과 은지의 데이트 하는 모습을 인터넷에 유포한 여학생의 어머니 역
- 신소이: 선풍과 은지의 데이트 하는 모습을 인터넷에 유포한 여학생 역
- 최민금: 포장마차 주인 역
- 설지윤: 유치원 학부모 역
- 오정원: 찜질방에 온 손님 역
- 김태강: 선풍의 선배기자 역
- 강수한
- 김은혜
- 권영경: 솔소아과에 온 아이의 보호자, 백화점 침구매장 직원 역
- 변은영: 이불가게 주인 역
- 유영복
- 이태하
- 조성규
- 조성희: 편의점에서 컵라면 엎어놓고 간 남자 역
- 박지환
- 조석현
- 조시내: 미란의 오디션 심사위원 역
- 권태원: 미란의 오디션 심사위원 역
- 이종래: 미란의 오디션 심사위원 역
- 신현정
- 박정희
- 송남영
- 이미경
- 허인영: 성진과 마리의 유치원 학부모 역
- 김지성: 유치원 학부모 역
- 신영재
- 이종구: 변호사 사무실 대표 역
- 이경헌: 복실의 스쿼시 강사 역
- 성창훈: 마리를 진찰하는 의사 역 - 대풍의 의대동창
- 김기성
- 김미야: 수예점에 수예 하고있는 여자 역
- 이시온: 수예점에 수예 하고있는 여자 역
- 윤태호
- 문상훈: 복실을 데리러 온 경호원 역
- 박진영: 제니퍼 김네 운전기사 역
- 노준호: 복실을 데리러 온 경호원 역
- 김성경
- 정아름
- 박세경: 제니퍼 김(김복실)네 가사도우미 역
- 유희정: 최 간호사 역
- 원미미: 김 간호사 역
- 최효상: 인부 역
- 김성영
- 차철순: 대진병원의 의사 역
- 진경: 대진병원의 의사 역
- 이승복: 제니퍼 김에 대해 얘기하는 의사 역
- 이재우: 제니퍼 김에 대해 얘기하는 의사 역
- 주동희: 제니퍼 김에 대해 얘기하는 의사 역
- 김강민
- 진선미
- 김동진
- 이영채
- 신귀식: 윤정희의 아버지 역
- 김윤희
- 김광인: 세탁소 주인 역
- 박영진
- 전성일
- 정사랑
- 강철성: SBC 기자 역
- 권용태
- 송유현: 간호사 역
- 박남희
- 이금주: 배옥희의 친구 역
- 반혜라: 배옥희의 친구 역
- 정승배
- 홍승범: 백화점 슈트매장 직원 역
- 안수민
- 최요한
- 정근태
- 한준희
- 김대진
- 윤송이

### 특별출연
- 정소영: 진풍의 맞선녀 역
- 방은희: 김용철의 어머니 역 - 술집 마담
- 정은승: 수진이네 가족이 출연한 프로그램(생방송 세상의 아침)의 MC 역
- 최성호: 피터 박 역 - 은지의 맞선남
- 지석진: 은지네 가족이 출연한 프로그램(여유만만)의 MC 역
- 김기만: 진풍이네 가족이 출연한 프로그램(생방송 세상의 아침)의 MC 역
- 김재원: 대풍이네 가족이 출연한 프로그램(아침마당)의 MC 역
- 이금희 : 진풍이네 가족이 출연한 프로그램(아침마당)의 MC 역
- 최원정: 은지네 가족이 출연한 프로그램(여유만만)의 MC 역
- 송민형: 의사선생님 역
- 김정하: 간호사 역

## 제작진
- 프로듀서: 이건준
- 연출: 이재상
  - 작품: 《학교 3》, 《고독》, 《백설공주》, 《새 아빠는 스물아홉》, 《달자의 봄》, 《아빠 셋 엄마 하나》 등
- 극본: 조정선
  - 작품: 《오천씨의 비밀번호》, 《색소폰과 찹쌀떡》, 《학교 4》, 《며느리 전성시대》 등
- 제작: 이영훈
- 조연출: 이재훈, 윤종호
  - 제작 PD: 김현우, 김도형
- 촬영 감독: 허정
- 조명 감독: 장현기
- 미술 감독: 이항
- 음악 감독: 강동윤

## 연장
- 2009년 8월 20일: 솔약국집 아들들 방영 분량이 50부작에서 4회 연장되어 54부작으로 변경 및 확정되었다.

## 수상
- 2009년 KBS 연기대상
  - 장편 부문 여자 우수상, 베스트 커플상: 유선
  - 베스트 커플상: 이필모
  - 남자 최우수상: 손현주
  - 남자 조연상: 윤주상

## 경쟁 프로그램
- MBC 주말연속극 잘했군 잘했어(2009년 3월 14일~2009년 8월 2일)
- MBC 주말연속극 탐나는도다(2009년 8월 8일~2009년 9월 27일)
- MBC 주말연속극 인연 만들기(2009년 10월 10일~2010년 1월 24일)
- SBS 주말극장 사랑은 아무나 하나(2009년 3월 7일~2009년 8월 23일)
- SBS 주말극장 천만번 사랑해(2009년 8월 30일~2010년 3월 7일)

## 참고 사항
- "외주제작 프로그램에 직·간접적으로 관여한 KBS 직원이 퇴직 후 대표나 간부로 재직하고 있는 외주제작사의 프로그램을 3년간 납품받지 않는다"는 원칙을 위배하여 KBS 노조로부터 사건의 진상규명과 책임자 처벌을 촉구받았다.[2]
- 시대적 오류, 호칭의 오류, 특정 직업(간호사) 비하 등으로 비판을 받았다.[3]
- 막장코드 없는 훈훈한 가족애를 그려 높은 시청률을 기록하며 큰 인기를 얻었다.[4]
- 해당 드라마 오프닝곡 이루의 사랑멜로디가 현재 후난위성텔레비전에서 방송되었던 예능 프로그램 신기적한자에 배경음악으로 삽입되었다.